# Parauk Wa jezik
Parauk Wa jezik (ISO 639-3: prk; baraog, phalok, praok, wa, parauk), mon-khmerski jezik kojim govori 922 000 ljudi u Burmi (2008) na istoku i sjeveroistoku države Shan i 266 000 u Kini (2000 popis) na jugozapadu Yunnana.
Jedan je od dva wa jezika koji pripadaju široj wajskoj skupini. Postoje brojni dialekti, u burm ise govore nawi, mong maw, en, bible wa, ou swa, sao pha, pangwai, jo phyu (man tong), man teey, yong shuai, yong rauk, twe laung, pang yang (meui khaox), khwin maw, ying pang (sigang), man ton, ling hsaw, i u Kini aishuai, banhong, dazhai i alwa.

## Vanjske poveznice
- Ethnologue (14th)
- Ethnologue (15th)